# 安東範久
安東 範久（天文18年（1549年）? - 慶長5年10月20日（1600年）），日本戰國時代、安土桃山時代的武將，為立花家臣，又名万千代、助九郎、通稱五郎右衛門。安東家久的次男，安東幸貞的養父。

## 生平

### 家族背景
安東氏始祖為大職冠鐮足之後裔，自鎌倉時代領有伊豆國安東莊並於治承4年(1180年)侍奉源賴朝的一將・安藤伊賀守吉庵入道藤原秀幸，於關東作戰有戰功而受賜東字改稱安東氏。後於建久7年(1196年)，賴朝家臣大友能直被派往九州時受命隨之前往移動至九州豐後井田鄉中野(此地因此改名安東村)的一支分支，代代侍奉大友家，領有一城。到戰國時代，安東四郎連末仕於大友家一門望族戶次家為家老職。安東家伴隨主君戶次鑑連（立花道雪）於大友軍陣中四處征戰，於大友、戶次、立花家多數主要戰役中可見安東姓的武士被記錄在參戰、陣亡侍帳，或者戰功獎狀上。
豐後安東家粗略分為二大支流，安東連末之子安東家忠因為迎娶主君戶次鑑連之姊，而成為道雪最重用的一支主流譜代眾。範久之父，為安東家忠的三弟安東家久，曾在永祿11年（1568年）7月4日討伐立花鑑載的作戰中立下大功，獲賜鑑載的甲冑及金紙幡旗指物。
元龜2年（1571年）5月，主君道雪奉大友宗麟之命轉封筑前立花山城形式上繼承立花氏，十時、由布、高野、森下、堀等戶次家於豐後時代的家臣皆多以家族庶流跟隨至筑前，擁有二大支流的豐後安東家亦同。由於嫡流的安東家忠因其長男安東連實於永祿10年（1567年）7月7日，討伐高橋鑑種時於筑前寶滿山・九峰戰死，因此讓次男安東連善及嫡孫安東連直留在豐後藤北繼續侍奉繼承戶次本家的戶次鎮連，與三男安東連忠前往筑前。
安東家久身為家忠之弟屬嫡流，因先前立功所以自成一支流，他讓身為家中嫡男的安東家榮跟隨道雪前往筑前，自己則與次男範久、三男宗定、四男幸貞繼續留在豐後藤北侍奉戶次鎮連。而家榮則在筑前立花山城成為道雪七家老之一，名列立花家重臣，而家榮後來因犯罪引咎切腹，於是召來範久繼承名跡與領地。

### 參戰建功
天正14年（1586年），戶次鎮連因遭受謀反嫌疑而被當主大友義統下令切腹自殺，有記載推斷範久的四弟幸貞之後便前往立花山城仕奉立花宗茂，並參與8月25日進攻高鳥居城以及岩屋、寶滿城奪回戰。據安東家系譜載，範久的三弟宗定與四弟幸貞於文祿2年大友家被改易後才改仕立花宗茂，但因有上述幸貞於更早之前就跟隨宗茂參戰的事跡，推斷應於戶次鎮連被誅殺後改仕立花宗茂。
天正15年（1587年），立花家在豐臣秀吉發動的「九州征伐」中立功，而受封筑後柳川成為大名。由於安東範久無子嗣，於是收四弟幸貞為養子；此時，幸貞因為和立花家老十時連貞一同作為柳川領地的檢察官（代官），又因官稱攝津介，和十時連貞的官名攝津守在稱呼上有所重複，因此改為簡稱「津介」（津之助），後繼承範久的五郎右衛門之家號。
同年，安東範久因其「豪勇」之評價，成為立花宗茂的旗本馬迴眾，於9月下旬參加肥後國人一揆鎮壓時與幸貞共同護衛、驅敵有功。
天正16年（1588年）5月27日，肥後國人一揆的首謀者隈部親永及其一族被押送至柳川城準備接受處刑，立花宗茂為了隈部一族的武士名譽，不使用對罪犯的處刑方式，而是進行雙方人數相同，於戰場單挑的「放討」方式來進行，於是在柳川城東南隅進行的黑門之戰中，範久被選拔為立花方12名討手之一，成功討殺敵對武將。

### 關原之戰
文祿元年至慶長3年（1592年至1598年）間，範久隨立花宗茂參加豐臣秀吉所發動的「文祿慶長之役」，渡海進軍朝鮮。結束朝鮮戰役後，於慶長5年（1600年）的「關原之戰」時期，立花家加入西軍，並於9月中旬參與攻打京極高次統領的大津城，而未趕上關原主戰場。
後立花軍退回領地柳川，遭鍋島直茂、鍋島勝茂父子3萬2千兵力侵攻，立花宗茂命家老小野鎮幸為總大將率3千兵出柳川城，10月20日在柳川北方三瀦郡江上・八院一地以1千3百兵力對峙鍋島軍的先鋒3千至5千兵力，範久則於此役擔任「鐵砲大將」、統率先鋒一隊。兩軍對峙期間，小野鎮幸的與力松隈小源因自身戰意而誤傳軍令擅自下令開戰，安東範久和同為先鋒的石松政之聽聞後衝入敵陣並擊潰鍋島軍的先鋒軍隊。由於安東範久和石松政之兩人所率兵力不足千人，漸遭鍋島軍包圍，雖然立花統次進行突擊且立花鎮實、立花親雄父子及新田鎮實亦率所部進行救援，而後陣的友軍矢島重成、千手喜雲未能接著出戰支援，範久和政之於是在亂戰中遭殲滅陣亡，而養子幸貞及三弟宗定亦陣亡於此役，他們皆獲得當地後人立碑供俸祭祀。
之後，立花宗茂令高松平右衛門嫡子・二左衛門時貞繼承幸貞為「五郎右衛門」之家號的後繼，後時貞之弟詮菴繼任，詮菴從醫後以子市之允仁左衛門桑序繼承。